# Itse
Itse - debiutancki album fińskiego zespołu darkmetalowego Ajattara, wydany w marcu 2001 roku przez wytwórnię Spinefarm Records.

## Twórcy
- Ruoja (Pasi Koskinen) - śpiew, gitara
- Samuel Lempo (Tomi Koivusaari) - gitara
- Atoni (Toni Laroma) - gitara basowa
- Akir Kalmo (Aki Räty) - keyboard
- Malakias (Pekka Sauvolainen) - perkusja

## Lista utworów
Słowa i muzyka: Pasi Koskinen
1. "Yhdeksäs" – 04:43
2. "Verivalta" – 03:57
3. "Musta aurinko" – 03:24
4. "Kuolevan rukous" – 03:37
5. "Ägräs" – 04:16
6. "Murhamiesi" – 03:59
7. "Tulessa" – 03:06
8. "Manan lapset" – 04:50
9. "Rajan takaa" – 03:45
10. "Vihan musta tanssi" – 02:26